# Bill McGill
Bill McGill (San Angelo, 16 settembre 1939 – Salt Lake City, 11 luglio 2014) è stato un cestista statunitense, professionista nella NBA e nella ABA.

## Carriera
Venne selezionato dai Chicago Zephyrs al primo giro del Draft NBA 1962 (1ª scelta assoluta).

## Palmarès
- NCAA AP All-America First Team (1962)
- NCAA AP All-America Second Team (1961)
- NCAA AP All-America Third Team (1960)